# Kraljevina Hrvaška (925–1102)
Kraljevina Hrvaška ali Hrvaško kraljestvo (hrvaško Kraljevina Hrvatska, Hrvatsko Kraljevstvo, latinsko Regnum Croatiæ), od leta 1060 znana kot Kraljevina Hrvaške in Dalmacije (latinsko Regnum Croatiae et Dalmatiae), je bilo srednjeveško kraljestvo v južni Evropi, ki je obsegalo večino današnje Hrvaške brez Istre, nekaterih dalmatinskih obalnih mest in dela Dalmacije južno od reke Neretve, vendar del današnje Bosne in Hercegovine. Kraljevini Hrvaški so del obstoja vladale domače dinastije, kraljevina kot suverena država pa je obstajala skoraj dve stoletji. Njen obstoj so zaznamovali različni konflikti in obdobja miru, zavezništva z Bolgari, Bizantinci in Madžari ter tekmovanje z Benetkami za nadzor nad vzhodno jadransko obalo. 
Hrvaški jezik je v bogoslužje prvi uvedel škof Gregor Ninski v 10. stoletju, kar je povzročilo spor s papežem. Ninsko škofijo je papež ukinil, Gregorja pa prestavil v Skradinsko škofijo. V drugi polovici 11. stoletja je Hrvaški po propadu bizantinske oblasti v Dalmaciji uspelo pridobiti večino obalnih mest. V tem času je kraljevina med vladavinama kraljev Petra Krešimirja IV. (1058–1074) in Dimitrija Zvonimirja (1075–1089) dosegla svoj vrhunec. 
Državi je večino obstoja do leta 1091 vladala dinastija Trpimirović. Za njima je kraljevina doživela nasledstveno krizo. Po desetletju spopadov za prestol in bitki na Gvozdu je krona prešla na ogrskega kralja Kolomana iz dinastije Árpád kot "kralja Hrvaške in Dalmacije". S Kolomanovim kronanjem v Biogradu leta 1102 sta se Ogrska in Hrvaška kraljevina združil pod eno krono.
Razmerje med kraljevinama je v 19. stoletju postalo predmet spora. Odnosi med njima so se stalno spreminjali, pri čemer je Hrvaška na splošno ohranila veliko stopnjo notranje avtonomije, medtem ko je bila prava moč v rokah lokalnega plemstva. Sodobno hrvaško in madžarsko zgodovinopisje odnose med Kraljevino Hrvaško in Kraljevino Ogrsko iz leta 1102 večinoma vidita kot obliko neenakopravne personalne unije dveh notranje avtonomnih kraljevin, ki ju je združil skupni ogrski kralj.

## Ime
Prvo uradno ime države je bilo Kraljevina Hrvatov (hrvaško Kraljevstvo Hrvata, latinsko Regnum Croatorum), čez čas pa je prevladalo ime Kraljevina Hrvaška (latinsko Regnum Croatiae, Kraljevina Hrvatska).
Čeprav je Tomislav že leta 925 "vladal v provinci Hrvatov in v dalmatinskih regijah" (in provincia Croatorum et Dalmatiarum finibus), je šele kralj Peter Krešimir IV. leta 1060 prevzel oblast v mestih nekdanje bizantinske Dalmatinske teme v državi, ki je takrat uradno postala Kraljevina Hrvaška in Dalmacija (Regnum Croatiae et Dalmatiae, Kraljevina Hrvatska i Dalmacija). Kot prvi kralj Hrvaške in Dalmacije (rex Chroatie atque Dalmatie) je bil kronan Dimitrij Zvonimir leta 1075/1076. Madžarski naziv, ki ga je prvi uporabil Ladislav I. Ogrski v svojem diplomatskem pismu iz leta 1091, je bil tudi S(k)lavonija. Kralj je namreć zapisal: "Sclavoniam iam fere totam (acquisivi)" (Zdaj sem pridobil skoraj vso Sklavonijo).

## Ozadje
Slovani so se v jugovzhodno Evropo priselili v začetku 7. stoletja in ustanovili več držav, med njimi tudi  Kneževino Hrvaško. Kmalu po njihovem prihodu se je začelo pokristjanjevanje Hrvatov, ki se je končalo v začetku 9. stoletja. V kneževini sta se na oblasti izmenjevali rivalski dinastiji Domagojević in Trpimirović. Kneževina se je spopadala s sosednjo Beneško republiko, bila nasprotnik in zaveznik Prvega bolgarskega cesarstva in vazal Karolinškega in Bizantinskega cesarstva. Papež Janez VIII. je leta 879 priznal kneza Branimirja za samostojnega vladarja. 

## Zgodovina

### Kraljevina

#### Ustanovitev
Hrvaška je bila povzdignjena v status kraljevine okoli leta 925. Tomislav je bil prvi hrvaški vladar, ki ga je papeška birokracija počastila z naslovom "kralj". Na splošno velja, da je bil Tomislav okronan leta 925, vendar ni znano, kje in kdo ga je kronal in ali je bil sploh kronan. Tomislav je kot kralj omenjen v dveh ohranjenih dokumentih, objavljenih v Historia Salonitana. Najprej v opombi pred besedilom sklepov splitskega koncila leta 925, kjer je zapisano, da je Tomislav kralj, ki vlada "v provinci Hrvatov in v dalmatinskih regijah" (in provintia Croatorum et Dalmatiarum finibus Tamisclao rege), medtem ko je v 12. kanonu koncilskih sklepov imenovan kralj in vladar Hrvatov (rex et proceres Chroatorum). V pismu papeža Janez X., je Tomislav imenovan kralj Hrvatov (Tamisclao, regi Crouatorum). Letopis popa Dukljana Tomislava naslavlja kralj in omenja, da je vladal trinajst let. Tomislavovovega naslova ne omenja noben napis, vendar poznejši napisi in listine potrjujejo, da so se njegovi nasledniki iz 10. stoletja imenovali kralj. Pod njegovo vladavino je Hrvaška postala ena najmočnejših kraljevin na Balkanu.
Tomislav, potomec Trpimirja I., velja za enega najvidnejših članov dinastije Trpimirović. Nekje med letoma 923 in 928 je Tomislavu uspelo združiti Hrvate Panonije in Dalmacije, ki sta jim dotlej vladala dva kneza. Čeprav natančen geografski obseg Tomislavovega kraljestva ni znan, je Hrvaška verjetno obsegala večji del Dalmacije, Panonije ter severno in zahodno Bosno. Hrvaška je bila takrat skupina enajstih županij in ene banovine. Vsaka od teh regij je imela utrjeno kraljevo mesto. 
Hrvaška je kmalu prišla v konflikt z Bolgarskim cesarstvom pod Simeonom I., ki je že bil v vojni z Bizantinci. Tomislav je sklenil pakt z Bizantinskim cesarstvom in bil zato morda nagrajen z nekakšno obliko oblasti nad obalnimi mesti bizantinske Dalmatinske teme in deležem tam pobranega davka. Ko je Simeon leta 924 osvojil kneževino Srbijo, so knez Pribislav in njegova brata Bran in Štefan pobegnili na Hrvaško. Simeon je leta 926 poskušal razdreti sporazum med Hrvaško in Bizantinci in zatem osvojiti slabo branjeno bizantinsko Dalmatinsko temo. Proti Tomislavu je poslal vojvodo Alogoboturja z mogočno vojsko, ki je bila poražena v bitki v bosanskem višavju. Po Simeonovi smrti leta 927 je bil med Hrvaško in Bolgarijo s posredovanjem legatov papeža Janeza X. ponovno vzpostavljen mir. Po navedbah De administrando imperio bi lahko takratno hrvaško vojsko in mornarico sestavljalo približno 100.000 pešakov, 60.000 konjenikov ter 80 večjih (sagina) in 100 manjših bojnih ladij (condura). Številke so seveda zelo pretirane. Po paleografski analizi izvirnega rokopisa De administrando imperio je bilo prebivalstvo srednjeveške Hrvaške ocenjeno na med 440.000 in 880.000 ljudi, vojska pa je najverjetneje štela 20.000–100.000 pešcev in 3.000–24.000 konjenikov, organiziranih v 60 alagionov.

#### 10. stoletje
Hrvaška družba je v 10. stoletju doživela velike spremembe. Lokalne voditelje, župane, so nadomestili kraljevi spremljevalci, ki so odvzeli zemljo prejšnjim veleposestnikom in s tem v bistvu ustvarili fevdalni sistem. Prej svobodni kmetje so postali podložniki in prenehali biti vojaki, zaradi česar je vojaška moč Hrvaške zbledela. 
Tomislava sta nasledila Trpimir II. (ok. 928–935) in Krešimir I. (ok. 935–945), ki sta uspela obdržati oblast in ohraniti dobre odnose tako z Bizantinskim cesarstvom kot s papežem, sicer pa je to obdobje povsem nejasno. Vladavino Krešimirjevega sina Miroslava je zaznamovala postopna slabitev Hrvaške. Nekatera obrobna ozemlja so izkoristila neurejene razmere in se odcepila. Miroslav je vladal 4 leta, potem pa ga je med notranjimi boji za oblast ubil njegov ban Pribina. Pribina je zagotovil prestol Mihaelu Krešimirju II. (949–969), ki je v večini države vzpostavil red. Zlasti dobre odnose je ohranjal z dalmatinskimi mestnimi državicami. Skupaj z ženo Heleno Zadarsko sta darovala zemljišča cerkvam v Zadru in Solinu. Helena je v Solinu zgradila cerkvi svete Marije in svetega Štefana, ki sta služili kot grobnici hrvaških vladarjev. Helena je umrla 8. oktobra 976 in bila pokopana v Marijini cerkvi. Na njenem sarkofagu je napis, ki jo imenuje "mati kraljestva".
Mihaela Krešimirja II. je nasledil njegov sin Štefan Držislav (969–997), ki je izboljšal odnose z Bizantinskim cesarstvom in njihovo Dalmatinsko temo. Po Historia Salonitana je Držislav od Bizantincev prejel kraljevske insignije in naziva eparh in patricij. Po tem imenovanju so se on in njegovi nasledniki začeli naslavljati "kralj Hrvaške in Dalmacije". Kamnite plošče z oltarja kninske cerkve iz 10. stoletja z napisom verjetno iz časa, ko je bil Držislav prestolonaslednik, kažejo, da je obstajala natančno določena hierarhija, ki je urejala nasledstvo prestola.

#### 11. stoletje
Po smrti Štefana Držislava leta 997 so se njegovi sinovi Svetoslav (997–1000), Krešimir III. (1000–1030) in Gojslav (1000–1020) silovito spopadli za hrvaški prestol, kar je oslabilo državo in omogočilo Benečanom pod vodstvom doža Pietra II. Orseola in Bolgarom pod vodstvom carja Samuela poseči v hrvaške posesti na jadranski obali. Leta 1000 je Orseolo z beneško floto zaplul v vzhodni Jadran in postopoma prevzel oblast nad njim. Najprej je okupiral otoke v Kvarnerju in Zadar in nato Trogir in Split, čemur je sledila uspešna pomorska bitka z Neretvani. Po zmagi nad njimi je zasedel še Korčulo in Lastovo ter zahteval naslov dux Dalmatiæ. Krešimir III. je poskušal obnoviti oblast v Dalmaciji in imel do leta 1018 nekaj uspeha, potem pa so ga Benetke v koaliciji z Langobardi porazile. Kraljevina Hrvaška je zatem do leta 1025 in smrti Bazilija II. za kratek čas postala vazal Bizantinskega cesarstva. Njegov sin Štefan I.  (1030–1058) je leta 1050 dosegel, da je neretvanski knez postal njegov vazal. 
V času vladavine Petra Krešimirja IV. (1058–1074) je srednjeveško hrvaško kraljestvo doseglo svoj ozemeljski vrhunec. Krešimirju je uspelo doseči, da ga je Bizantinsko cesarstvo potrdilo za vrhovnega vladarja dalmatinskih mest, torej Dalmatinske teme, razen Dubrovnika in Drača. Rimski kuriji je dovolil, da se bolj vključi v verske zadeve Hrvaške, kar je sprva utrdilo njegovo oblast, potem pa po letu 1060 prekinilo njegovo oblast nad glagoljaško duhovščino v delih Istre. Hrvaško pod Krešimirjem IV. je sestavljalo dvanajst grofij in je bila nekoliko večja od tiste v Tomislavovem času. Vključevala je najbližjo južnodalmatinsko kneževino Paganijo, njen vpliv pa je segal čez Zahumje, Travunijo in Dukljo. Župani so imeli svoje zasebne vojske. V času njegovega vladanja so se prvič pojavili dvorni nazivi v hrvaškem jeziku, na primer vratar, posteljnik namesto komornik in podobno. Reforme rimskokatoliške cerkve, ki so prepovedale uporabo slovanskega bogoslužja in uvedle obvezno latinščino, je leta 1063 potrdil papež Aleksander II. Prepoved je povzročila upor protireformnega tabora v kraljestvu, predvsem na območju Kvarnerja. Medtem ko se je kralj Krešimir IV. postavil na stran papeža in pričakoval zmago papežu naklonjene euhovščine, je protireformno duhovščino podprl protipapež Honorij II. Upor je vodil duhovnik Vulfo na otoku Krku. Upor je bil hitro zatrt, na območju Kvarnerja pa sta se kljub temu obdržala slovanska liturgija in raba glagolice.
Krešimir IV. je leta 1072 pomagal bolgarskim in srbskim upornikom proti njihovim bizantinskim gospodarjem. Bizantinci so se maščevali in leta 1074 poslali normanskega grofa Amica iz Giovinazza oblegat Rab. Otoka jim ni uspelo zavzeti, uspelo pa mu je ujeti samega kralja. Hrvati so morali Normanom predati Split, Trogir, Zadar, Biograd in Nin. Leta 1075 so Benetke izgnale Normane in same zasedle omenjena mesta. Konec kraljevanja Krešimirja IV. leta 1074 je pomenil tudi de facto konec dinastije Trpimirovićev, ki je več kot dve stoletji vladala hrvaškim deželam. 
Krešimirja je nasledil Dimitrij Zvonimir (1075–1089) iz svetoslavske veje Trpimirovićev. Zvonimir je bil pred tem hrvaški ban v službi Petra Krešimirja IV. in kasneje hrvaški knez. S podporo papeža Gregorja VII. je pridobil naslov kralja in bil 8. oktobra 1075 v Votli cerkvi v Solinu okronan za kralja Hrvaške. Zvonimir je med letoma 1081 in 1085 pomagal Normanom Roberta Guiscarda v boju proti Bizantinskemu cesarstvu in Benetkam. Prepeljal jih je preko Otrantskih vrat in jim pomagal zasesti Drač. Njegove čete so se kasneje udeležile več bitk Normanov na albanski in grški obali, zaradi česar so Bizantinci svoje posesti v Dalmaciji prenesli na Benetke. 
Zvonimirjevo kraljevanje je zabeleženo na Baščanski plošči, ki jo hrani Arheološki muzej v Zagrebu. Besedilo je eno od najstarejših pisanih hrvaških besedil. Zvonimirjevo vladanje se omenja kot mirno in uspešno obdobje, v katerem se je še bolj utrdila povezava Hrvatov s Svetim sedežem. Katolištvo se je med Hrvati ohranilo vse do danes. 
Plemiški nazivi na Hrvaškem so v tistem času postali podobni tistim v drugih delih Evrope. Hrvaška država se je vse bolj oddaljevala od vzhoda in približevala zahodni Evropi. Dimitrij Zvonimir se je leta 1063 poročil z Heleno Ogrsko, hčerko ogrskega kralja Béle I. iz madžarske dinastije Árpád. Helena je bila sestra bodočega ogrskega kralja Ladislava I. Zvonimirju in Heleni se je rodil sin Radovan, ki je umrl v poznih najstniških ali zgodnjih dvajsetih letih. Kralj Dimitrij Zvonimir je umrl leta 1089. Natančne okoliščine njegove smrti so nejasne. Po kasnejši, verjetno neutemeljeni legendi, je bil ubit med uporom leta 1089. 
Hrvaška država ni imela stalne državne prestolnice. Vsak kralj je imel svojo rezidenco, sicer pa je imelo status prestolnice pet hrvaških mest: Nin (Krešimir IV.), Biograd na Moru (Štefan Držislav, Krešimir IV.), Knin (Zvonimir, Petar Snačić), Šibenik (Krešimir IV.) in Solin (Krešimir II.). 
Po Provinciale Vetus (Katalog cerkvenih provinc), objavljenem v poznem 12. stoletju, je v Kraljevini Hrvaške in Dalmacije okoli leta 1075 obstajalo 20 škofovskih civitas, med njimi Salona (Solin-Split), Jadera (Zadar), Scandona (Skradin), Tragurium (Trogir) , Belgradum (Biograd na Moru), Arbum (Rab), Absara (Osor), Vecla (Krk), Sissia (Sisak), Ragusium (Dubrovnik), Catara (Kotor), Stagnum (Ston), Mucrona (Muccur, Makar), Bosna (Visoko), Dulcinium (Ulcinj), Suacium (Svač), Antibarum (Bar) , Delmenia (Omiš) in Nona (Nin). Približno enako stanje je prikazano v Letopisu popa Dukljana iz 14. stoletja in Catalogus ducem et regum Dalmatie et Croatie (Katalog knezov in kraljev Dalmacije in Hrvaške).

### Nasledstvena kriza
Štefan II. (vladal 1089–1091) iz glavne linije Trpimirovićev je prišel na prestol v starih letih in naj bi bil zadnji kralj iz rodu Trpimirovićev. Njegova vladavina je bila relativno neučinkovita in je trajala manj kot dve leti. Večino tega časa je preživel v tišini samostana sv. Štefana pod bori pri Splitu. Umrl je v začetku leta 1091, ne da bi zapustil dediča. Ker v hiši Trpimirović ni bilo nobenega živega moškega člana, je kmalu zatem izbruhnila državljanska vojna.
Oblast na Hrvaškem je verjetno skušala ohraniti Helena Ogrska, vdova pokojnega kralja Zvonimirja. Po podatkih v nekaterih virih naj bi za pomoč ogrskega kralja Ladislava prosilo tudi več dalmatinskih mest. Kot odposlanca na ogrskem dvoru sta omenjena Peter Gusić in Peter de genere Cacautonem, ki sta se predstavila kot Bela Hrvata (Creates Albi). Ladislavov pohod torej ni bil zgolj tuja agresija, saj se na Hrvaškem ni pojavil kot osvajalec, temveč kot dedič prestola. Leta 1091 je Ladislav prečkal Dravo in brez odpora osvojil Slavonijo. Njegov pohod je bil ustavljen pri Gvozdu (verjetno Mala Kapela). Zaradi neenotnosti hrvaškega plemstva je imel Ladislav na svojem pohodu nekaj uspeha, vendar ni mogel vzpostaviti oblasti nad celotno Hrvaško, čeprav natančen obseg njegove osvojitve ni znan. V tem času so Ogrsko napadli Kumani, ki jih je verjetno poslal Bizanc, zato se je bil Ladislav prisiljen prekiniti svoj pohod na Hrvaškem. Za upravitelja osvojenega dela Hrvaške je imenoval svojega nečaka, princa Álmoša, ustanovil Zagrebško škofijo kot simbol svoje nove oblasti in se vrnil na Ogrsko. Sredi državljanske vojne so hrvaški fevdalci leta 1093 za kralja izvolili Petra Snačića. Petrov sedež oblasti je bil v Kninu. Njegovo vladavino je zaznamoval boj z Álmošem za oblast v državi. Álmoš je bil leta 1095 prisiljen umakniti se na Ogrsko.
Ladislav je umrl leta 1095. Pohod je nadaljeval njegov nečak Koloman. Na Hrvaškem tudi na Kolomana niso gledali kot na osvajalca, ampak bolj kot na pretendenta na hrvaški prestol. Koloman je zbral veliko vojsko in leta 1097 v bitki na Gvozdu premagal čete kralja Petra, ki je v bitki padel. Ker Hrvati niso več imeli vodje, Dalmacija pa je imela številna utrjena mesta, ki jih je bilo težko premagati, so se začela pogajanja med Kolomanom in hrvaškimi fevdalci. Trajala so nekaj let, preden je hrvaško plemstvo priznalo Kolomana za kralja. Koloman je bil okronan v Biogradu na Moru leta 1102 kot "kralj Ogrske, Dalmacije in Hrvaške". Nekateri pogoji njegovega kronanja so povzeti v Pacta conventa, s katero so hrvaški plemiči priznali Kolomana za svojega kralja. V zameno za priznanje je dvanajst hrvaških plemičev, podpisnikov sporazuma, obdržalo svoje posesti ter bilo oproščenih plačevanja davkov. Plemiči so morali kralju na kraljeve stroške poslati po najmanj deset oboroženih konjenikov. Četudi Pacta conventa ni avtentičen dokument iz leta 1102, je skoraj zagotovo obstajala nekakšna pogodba ali sporazum med hrvaškimi plemiči in Kolomanom, ki je na enak način urejal razmerja med njimi.

#### Združitev
Po nasledstveni krizi je s kronanjem ogrskega kralja Kolomana za kralja Hrvaške in Dalmacije hrvaška krona leta 1102 prešla na dinastijo Árpád. Natančni pogoji unije med obema kraljestvoma so v 19. stoletju postali predmet spora. Obe kraljevini sta bili združeni pod dinastijo Árpád bodisi po izbiri hrvaškega plemstva bodisi na silo. Hrvaški zgodovinarji menijo, da je bila unija personalna unija v obliki skupnega kralja, kar so sprejeli tudi številni madžarski zgodovinarji, medtem ko so srbski in madžarski nacionalistični zgodovinarji na unijo raje gledali kot na aneksijo. Med madžarskim narodnim prebujenjem v 19. stoletju so Madžari zahtevali okupacijo, ker so na Ladislavovo kronanje gledali kot na osvojitev Hrvaške. Čeprav je tovrstne trditve mogoče najti tudi danes, ko so napetosti med Hrvaško in Madžarsko izginile, je splošno sprejeto, da je bil Koloman v Biogradu okronan za skupnega kralja. Današnji madžarski pravni zgodovinarji menijo, da je bil odnos Ogrske do Hrvaške in Dalmacije v obdobju do leta 1526 in smrti Ludvika II. najbolj podoben personalni uniji, ki spominja na odnos Škotske z Anglijo.
Po navedbah Worldmark Encyclopedia of Nations in Grand Larousse encyclopédique je Hrvaška leta 1102 sklenila z Ogrsko personalno unijo, ki je ostala osnova ogrsko-hrvaških odnosov do leta 1918, medtem ko je Encyclopædia Britannica unijo opredelila kot dinastično. Po raziskavi Kongresne knjižnice je Koloman po smrti Ladislava I. zgladil nasprotja in leta 1102 dobil krono Dalmacije in Hrvaške ter s tem vzpostavil vez med hrvaško in ogrsko krono, ki je trajala do konca prve svetovne vojne.  Madžarska kultura je imela velik vpliv na severno Hrvaško. Hrvaško-ogrska meja se je pogosto premikala, Ogrska pa je včasih obravnavala Hrvaško kot svojo vazalno državo. Hrvaška je imela svojega lokalnega glavarja ali bana, privilegirano posestniško plemstvo in zbor plemičev, imenovan Sabor. Po mnenju nekaterih zgodovinarjev je Hrvaška v poznem 11. in zgodnjem 12. stoletju postala del Ogrske, vendar je dejansko naravo odnosa težko opredeliti, ker je Hrvaška včasih delovala kot neodvisna država, drugič pa kot vazal Ogrske. Hrvaška je vsekakor ohranila veliko stopnjo notranje neodvisnosti, ki je skozi stoletja nihala, tako kot njene meje.
Domnevni sporazum, imenovan Pacta conventa (Dogovorjeni sporazum) ali Qualiter, po prvi besedi besedila, večina sodobnih hrvaških zgodovinarjev obravnava kot ponaredek iz 14. stoletja. Po Pacta conventa so kralj Koloman in dvanajst najvišjih hrvaških plemičev sklenili sporazum, v katerem jim je Koloman priznal avtonomijo in posebne privilegije. Četudi Pacta conventa ni za verodostojna listina iz leta 1102, je kljub temu obstajal vsaj nepisni sporazum, ki je približno enako urejal odnose med Ogrsko in Hrvaško. Vsebina domnevno ponarejenega sporazuma je v več kot enem pogledu skladna z realnost vladavine na Hrvaškem.
Uradni vstop Hrvaške v personalno unijo z Ogrsko, ki je kasneje postala del Dežel krone sv. Štefana,  je imela več pomembnih posledic. Institucije ločene hrvaške državnosti so bile ohranjene s Saborom (parlamentom) in banom (podkraljem), ki je vladal v imenu kralja. Do leta 1225 je vse hrvaške pokrajine upravljal en ban, potem pa je bila oblast razdeljena na bana Slavonije in bana Hrvaške in Dalmacije. Položaja je po letu 1345 občasno zasedala ista oseba, leta 1476 pa sta bila položaja uradno združena v enega. 

## Unija z Ogrsko
Ob sklenitvi unije je bila ogrska krona v posesti dinastije  Árpád, po njenem izumrtju pa je prešla na Anžujce. Institucije ločene hrvaške državnosti so bile ohranjene preko Sabora, zbora hrvaških plemičev, in bana, odgovornega ogrskemu in hrvaškemu kralju. Hrvaški plemiči so obdržali svoje posesti in nazive. Koloman je obdržal institucijo Sabora in razbremenil Hrvate davkov na njihovo zemljo. Kolomanovi nasledniki so se kot hrvaški kralji kronali ločeno v Biogradu na Moru vse do Béle IV. (vladal 1235–1270). V 14. stoletju se je pojavil nov naziv za de jure neodvisni državi pod vladavino ogrskega kralja: Archiregnum Hungaricum (Dežele krone svetega Štefana). Hrvaška je ostala posebna krona, povezana z Ogrsko, vse do ukinitve Avstro-Ogrske leta 1918.